# 한밤의 TV연예
《한밤의 TV연예》는 SBS TV에서 1995년 2월 9일부터 2016년 3월 23일까지 방송되었던 연예정보 프로그램이다.

## 역사
- 1995년 2월 9일 : 첫방송
- 2004년 10월 6일까지 《생방송 한밤의 TV연예》라는 제목으로 방송되었으며, 2004년 가을 개편 당시 SBS가 일일드라마와 일일시트콤이 함께 폐지에 따라[1] 시간대도 매주 수요일 밤 8시 55분으로 바뀌었으며, 그 해 10월 13일부터 《생방송 TV연예》로 타이틀을 바꾸고 2007년 봄 개편 당시 매주 수요일 밤 8시 50분으로 바뀌었고, 2008년 10월 22일까지 방송하였다.
- 2008년 11월 5일 : 《한밤의 TV연예》[2]로 제목이 환원되면서 줄곧 사용되었는데 2010년 초 SBS가 월화드라마를 2편 편성에 따라[3] 그 해 1월 7일부터 2004년 가을 개편 전까지의 시간대였던 매주 목요일 밤 11시 5분에 방송되었다.
- 그 후 애초 매주 금요일 밤 11시 10분에 방송되어 왔으나 기적의 오디션이 신설되면서[4] 설 자리를 잃었던 스타부부쇼 자기야가 2011년 6월 30일부터 매주 목요일 밤 11시 10분으로 이동하면서 같은 달 24일부터 2010년 1월 부분 개편 전까지의 시간대(매주 수요일 밤 8시 55분)로 돌아왔다.
- 이후, 영재발굴단이 신설되면서[5] 2015년 3월 25일부터 매주 수요일 밤 11시 10분으로 이동하였는데 그 해 2월 11일 20주년을 맞이하였으며, 2016년 3월 23일에 폐지되었는데 SBS는 해당 프로그램을 이동 편성하기 앞서 불타는 청춘을 첫 방송할 예정이었으나 출연진 중의 한 명인 김국진이 동 시간대에 방송되는 MBC 황금어장 라디오스타의 공동 MC를 맡고 있어서[6] 2015년 3월 27일부터 매주 금요일 밤 11시 20분에 첫 방송하였다.
- 후속격인 프로그램은 《본격연예 한밤》으로 2016년 12월 6일부터 2020년 8월 26일까지 방송되었던 연예정보 프로그램이다.

## 방송 시간
| 방송 채널 | 방송 기간                           | 방송 시간                                    |
| SBS TV    |                                     |                                              |
| --------- | ----------------------------------- | -------------------------------------------- |
| SBS TV    | 1995년 2월 9일 ~ 1995년 8월 31일    | 매주 목요일 밤 10시 55분 ~ 11시 50분         |
| SBS TV    | 1997년 7월 10일 ~ 1997년 10월 16일  | 매주 목요일 밤 10시 55분 ~ 11시 50분         |
| SBS TV    | 1998년 3월 5일 ~ 1998년 4월 9일     | 매주 목요일 밤 10시 55분 ~ 11시 50분         |
| SBS TV    | 1995년 9월 7일                      | 목요일 밤 11시 10분 ~ 11시 50분              |
| SBS TV    | 1995년 9월 14일                     | 목요일 밤 11시 10분 ~ 12시 5분               |
| SBS TV    | 1995년 9월 21일 ~ 1996년 3월 28일   | 매주 목요일 밤 11시 ~ 11시 55분              |
| SBS TV    | 1996년 4월 4일 ~ 1997년 5월 8일     | 매주 목요일 밤 11시 ~ 12시                   |
| SBS TV    | 1997년 5월 22일                     | 매주 목요일 밤 11시 ~ 12시                   |
| SBS TV    | 1997년 6월 5일 ~ 1997년 6월 19일    | 매주 목요일 밤 11시 ~ 12시                   |
| SBS TV    | 1998년 1월 8일 ~ 1998년 2월 5일     | 매주 목요일 밤 11시 ~ 12시                   |
| SBS TV    | 1997년 5월 15일                     | 매주 목요일 밤 10시 50분 ~ 11시 50분         |
| SBS TV    | 1998년 2월 12일 ~ 1998년 2월 26일   | 매주 목요일 밤 10시 50분 ~ 11시 50분         |
| SBS TV    | 1997년 5월 29일                     | 목요일 밤 11시 ~ 12시 20분                   |
| SBS TV    | 1997년 6월 26일                     | 목요일 밤 11시 55분 ~ 12시 50분              |
| SBS TV    | 1997년 7월 10일                     | 목요일 밤 11시 55분 ~ 12시 50분              |
| SBS TV    | 1997년 7월 3일                      | 목요일 밤 10시 55분 ~ 12시 40분              |
| SBS TV    | 1997년 10월 23일                    | 목요일 밤 11시 50분 ~ 12시 45분              |
| SBS TV    | 1997년 10월 30일 ~ 1997년 11월 6일  | 매주 목요일 밤 10시 50분 ~ 11시 55분         |
| SBS TV    | 1997년 11월 13일                    | 목요일 밤 11시 50분 ~ 1시 10분               |
| SBS TV    | 1997년 11월 20일 ~ 1997년 12월 11일 | 매주 목요일 밤 10시 55분 ~ 11시 55분         |
| SBS TV    | 1997년 12월 25일                    | 목요일 밤 10시 45분 ~ 12시 40분              |
| SBS TV    | 1998년 4월 16일 ~ 1999년 11월 4일   | 매주 목요일 밤 10시 55분 ~ 12시              |
| SBS TV    | 1999년 11월 11일                    | 매주 목요일 밤 10시 55분 ~ 12시 30분         |
| SBS TV    | 1999년 12월 23일 ~ 1999년 12월 30일 | 매주 목요일 밤 10시 55분 ~ 12시 30분         |
| SBS TV    | 1999년 11월 18일 ~ 1999년 12월 16일 | 매주 목요일 밤 10시 55분 ~ 12시 5분          |
| SBS TV    | 2000년 1월 6일 ~ 2000년 8월 3일     | 매주 목요일 밤 10시 55분 ~ 12시 5분          |
| SBS TV    | 2001년 2월 15일 ~ 2001년 3월 8일    | 매주 목요일 밤 10시 55분 ~ 12시 5분          |
| SBS TV    | 2000년 8월 9일 ~ 2001년 1월 18일    | 매주 수요일 ~ 목요일 밤 10시 55분 ~ 12시 5분 |
| SBS TV    | 2001년 1월 25일                     | 목요일 밤 8시 40분 ~ 밤 9시 55분             |
| SBS TV    | 2001년 2월 1일 ~ 2001년 2월 8일     | 목요일 밤 11시 5분 ~ 12시 5분                |
| SBS TV    | 2001년 3월 15일 ~ 2004년 10월 7일   | 매주 목요일 밤 11시 5분 ~ 12시 15분          |
| SBS TV    | 2010년 1월 7일 ~ 2010년 10월 7일    | 매주 목요일 밤 11시 5분 ~ 12시 15분          |
| SBS TV    | 2004년 10월 13일 ~ 2007년 4월 11일  | 매주 수요일 밤 8시 55분 ~ 9시 55분           |
| SBS TV    | 2011년 6월 29일 ~ 2013년 2월 20일   | 매주 수요일 밤 8시 55분 ~ 9시 55분           |
| SBS TV    | 2010년 10월 14일 ~ 2011년 6월 23일  | 매주 목요일 밤 11시 15분 ~ 12시 25분         |
| SBS TV    | 2007년 4월 18일 ~ 2009년 12월 23일  | 매주 수요일 밤 8시 50분 ~ 9시 55분           |
| SBS TV    | 2013년 2월 27일 ~ 2015년 3월 18일   | 매주 수요일 밤 8시 55분 ~ 10시               |
| SBS TV    | 2015년 3월 25일 ~ 2016년 2월 3일    | 매주 수요일 밤 11시 15분 ~ 12시 35분         |
| SBS TV    | 2016년 2월 17일 ~ 2016년 3월 23일   | 매주 수요일 밤 11시 10분 ~ 12시 30분         |

## 최종 패널
- 조영구 (방송인)
- 고현준 (방송인)
- 하지영 (방송인)
- 류대산 (방송인)
- 김윤상 (SBS 아나운서)

## 진행자

### 남성
| 역대 | 진행자 | 진행 기간                         |
| ---- | ------ | --------------------------------- |
| 1대  | 이계진 | 1995년 2월 9일 ~ 1997년 2월 27일  |
| 2대  | 유정현 | 1997년 3월 6일 ~ 2005년 4월 20일  |
| 3대  | 서경석 | 2005년 4월 27일 ~ 2012년 5월 30일 |
| 4대  | 윤도현 | 2012년 6월 6일 ~ 2016년 3월 23일  |

### 여성
| 역대 | 진행자 | 진행 기간                          |
| ---- | ------ | ---------------------------------- |
| 1대  | 심혜진 | 1995년 2월 9일 ~ 1996년 2월 22일   |
| 2대  | 이소라 | 1996년 2월 29일 ~ 1999년 12월 23일 |
| 3대  | 정지영 | 2000년 5월 4일 ~ 2000년 8월 3일    |
| 4대  | 이승연 | 2000년 8월 9일 ~ 2001년 5월 17일   |
| 5대  | 김정은 | 2001년 6월 14일 ~ 2002년 10월 31일 |
| 6대  | 하지원 | 2002년 11월 7일 ~ 2003년 10월 30일 |
| 7대  | 박정아 | 2003년 11월 6일 ~ 2004년 10월 7일  |
| 8대  | 장신영 | 2004년 10월 13일 ~ 2005년 4월 20일 |
| 9대  | 장서희 | 2005년 4월 27일 ~ 2005년 12월 21일 |
| 10대 | 남상미 | 2006년 1월 4일 ~ 2006년 8월 9일    |
| 11대 | 이수경 | 2006년 8월 16일 ~ 2007년 7월 11일  |
| 12대 | 이하늬 | 2007년 7월 18일 ~ 2008년 8월 27일  |
| 13대 | 엄지원 | 2008년 9월 10일 ~ 2010년 4월 22일  |
| 14대 | 송지효 | 2010년 4월 29일 ~ 2011년 2월 24일  |
| 15대 | 유인나 | 2011년 3월 3일 ~ 2012년 5월 30일   |
| 16대 | 최수영 | 2012년 6월 6일 ~ 2014년 12월 24일  |
| 17대 | 장예원 | 2015년 1월 7일 ~ 2016년 3월 23일   |

## 결방 사유
- 2005년 2월 9일 : 설날 특집 편성으로 인한 결방
- 2005년 3월 30일 : 2006 독일 월드컵 아시아지역 최종예선 대한민국 VS 우즈베키스탄 중계방송으로 인한 결방
- 2005년 8월 17일 : 2006 독일 월드컵 아시아지역 최종예선대한민국 VS 사우디아라비아 중계방송으로 인한 결방
- 2006년 3월 1일 : 축구 국가대표 평가전 대한민국 VS 앙골라 중계방송으로 인한 결방
- 2006년 6월 14일 : 2006 독일 월드컵 중계방송으로 인한 결방
- 2006년 10월 4일 : 추석특집 편성으로 인한 결방
- 2006년 11월 15일 : 아시안컵 축구 예선 대한민국 VS 이란 중계방송으로 인한 결방
- 2007년 3월 28일 : 2008년 하계 올림픽 축구예선 대한민국 VS 우즈베키스탄 중계방송으로 인한 결방
- 2007년 9월 26일 : 추석특집 편성으로 인한 결방
- 2007년 10월 17일 : SBS 스포츠 2007년 프로야구 플레이오프 3차전 두산 베어스 VS 한화 이글스 중계방송으로 인한 결방
- 2007년 12월 19일 : 대통령 선거 개표방송으로 인한 결방
- 2008년 1월 30일 : 2008 베이징 올림픽 남자핸드볼 최종예선 대한민국 VS 일본 중계방송으로 인한 결방
- 2008년 3월 26일 : 2010 남아공 월드컵 아시아지역 3차예선 대한민국 VS 북한 중계방송으로 인한 결방
- 2008년 4월 9일 : 제18대 국회의원 선거 개표방송으로 인한 결방
- 2008년 8월 6일 : 2008 베이징 올림픽 야구 국가대표 평가전 대한민국 VS 쿠바 중계방송으로 인한 결방
- 2008년 10월 29일 : SBS 스포츠 2008년 프로야구 한국시리즈 3차전 SK 와이번스 VS 두산 베어스 중계방송으로 인한 결방
- 2009년 8월 12일 : 축구 국가대표 평가전 대한민국 VS 파라과이 중계방송으로 인한 결방
- 2009년 10월 14일 : 축구 국가대표 평가전 대한민국 VS 세네갈 중계방송으로 인한 결방
- 2010년 2월 19일 ~ 2월 26일 : 밴쿠버 동계 올림픽 중계방송으로 인한 결방
- 2010년 7월 29일 : U-20 여자월드컵 4강전 중계방송으로 인한 결방
- 2010년 9월 23일 : 추석특선영화 김 씨 표류기 편성으로 인한 결방
- 2010년 12월 30일 : 2010 SBS 연예대상 편성으로 인한 결방
- 2012년 2월 29일 : 2014 브라질 월드컵 아시아지역 3차예선 대한민국 VS 쿠웨이트 중계방송으로 인한 결방
- 2012년 4월 11일 : 제19대 국회의원 선거 개표방송으로 인한 결방
- 2012년 8월 8일 : 2012 런던올림픽 중계방송으로 인한 결방
- 2012년 10월 24일 : SBS 스포츠 2012년 프로야구 한국시리즈 1차전 SK 와이번스 VS 삼성 라이온즈 중계방송으로 인한 결방
- 2012년 12월 19일 : 대통령 선거 개표방송으로 인한 결방
- 2014년 4월 16일 ~ 4월 23일 : 세월호 침몰 사고 여파로 인한 결방
- 2014년 6월 4일 : 지방선거 개표방송으로 인한 결방
- 2014년 9월 10일 : 추석특집 <<열창클럽 썸씽>> 편성으로 인한 결방
- 2014년 9월 24일 ~ 10월 1일 : 2014 인천 아시안게임 중계방송으로 인한 결방
- 2014년 12월 31일 : 2014 SBS 연기대상 시상식 편성으로 인한 결방
- 2015년 11월 11일 : 2015 프리미어 12 중계방송으로 인한 결방

## 기타
- 프로그램 오픈 시그널을 프랑스의 배우인 이자벨 아자니가 잠깐 가수로 활동하던 시절 발표한 <Ohio>이다. 굉장히 오랫동안 시그널로 사용하고 있다.
- 1998년 7월 첫째 주 자체 최고 시청률을 기록하였으며, 이 때의 시청률은 35.5퍼센트(구 AC닐슨 코리아 조사)였다.[10]
- 1996년 2월 29일부터 공동 MC를 맡아 온 이소라가 연인이었던 개그맨 신동엽의 마약 복용 혐의 구속으로 충격을 받아 1999년 12월 중도 하차한 뒤 유정현 아나운서가 2000년 4월 27일까지 단독으로 진행을 맡았다[11].
- MBC 《섹션TV 연예통신》과 맞서기 위해 2000년 8월 9일부터 수~목 2회로 확대시키는 한편 탤런트 이승연을 여자 MC로 합류시켰으나, 시청률 부진과 이승연 본인의 '전과'였던 운전 면허 불법 취득 사건 때문에 다른 연예인들에 대해 제대로 코멘트하기도 힘든 처지가 되자[12] 2000년 10월 25일부터는 유정현 아나운서가 수요일 시간대 단독 진행을 맡았다. 하지만 시청률 부진의 늪에서 벗어나지 못하게 되어 2000년 11월 29일부터 신용철 아나운서로 수요일 시간대 MC를 교체했으나[13] 시청률이 오르지 않자 2001년 1월 18일 방송분 이후 목요일 1회로 축소됐다.
- 채림이 이소라와 수요일 시간대 진행을 맡았던 이승연 후임으로 여자 MC 물망에 두 번 올랐지만 최종 불발되었다[14][15].
- 1998년 12월 31일에 방송된 생방송 한밤의 TV 연예 - 아듀98 편성했으나, 제야의 종 타종 실황은 종로 보신각을 연결해 중계하였다.

## 네트워크 방송사
- 2011년 10월 10일부터 개칭한 G1의 경우, 방송 당시 GTB 강원민방 명칭을 2011년 10월 9일까지 표기하였다.

| 방송 권역      | 방송사 | 비고            |
| -------------- | ------ | --------------- |
| 수도권         | SBS    | 프로그램 제작국 |
| 부산·경남      | KNN    | 1995년부터 시작 |
| 대구·경북      | TBC    | 1995년부터 시작 |
| 대전·충남·세종 | TJB    | 1995년부터 시작 |
| 광주·전남      | kbc    | 1995년부터 시작 |
| 울산           | ubc    | 1997년부터 시작 |
| 전북           | JTV    | 1997년부터 시작 |
| 충북           | CJB    | 1997년부터 시작 |
| 강원           | G1     | 2001년부터 시작 |
| 제주           | JIBS   | 2002년부터 시작 |

## 시청률
- 1995년부터 높은 시청률 인기를 누렸으나 2000년대 중반 이후부터 케이블 TV 채널과 인터넷 포털 뉴스 보급 확산으로 인기가 갈수록 떨어지자 2016년 3월에 종영하였다.

## 경쟁 프로그램
- 연예가중계 (KBS 2TV)
- 섹션TV 연예통신 (MBC TV)